# Julia Shaw (wielrenster)
Julia Shaw (Wirral, 28 juli 1965) is een wielrenster uit het Verenigd Koninkrijk.
Ze was gespecialiseerd in de discipline tijdrijden.
In 2005 werd Shaw Brits nationaal kampioene tijdrijden op de weg. De jaren daarna behaalde ze nog meerdere podiumplaatsen.
In 2009 reed Shaw op de Chrono des Nations naar een derde plaats, en bij de Chrono Champenois naar de tweede plaats.
In 2010 nam Shaw deel aan de Gemenebestspelen, en bereikte daar de derde plaats.